# Sestry smírného klanění
Sestry smírného klanění (francouzsky: Sœurs de l'Adoration Réparatrice) je ženská řeholní kongregace.

## Historie
Kongregace byla založena Theodolindou Dubouché. Ze začátku chtěla vstoupit do karmelu v Paříži avšak napadlo ji založit novou kongregaci.
Na počátku se toto uskupení sester nazývali Třetí karmelitánský řád smíření, poté byla přejmenována na současný název.
Roku 1853 získala kongregace schválení k činnosti od Svatého stolce. Definitivní schválení získala roku 1865.

## Aktivita a šíření
Sestry se věnují kontemplativní modlitbě, přípravě mší či menších rouch.
Jsou přítomni vě Francii a ve Spojeném království: generální kurie se nachází v Paříži.
K roku 2008 měla kongregace 27 sester ve 4 domech.